# Travis Hernes
Travis Enrique Hernes (* 4. November 2005 in Heradsbygda) ist ein norwegisch-jamaikanischer Fußballspieler. Der Mittelfeldakteur steht seit 2023 bei Newcastle United unter Vertrag und ist momentan an den dänischen Erstligisten Aalborg BK verliehen.

## Karriere

### Verein
Travis Hernes, der jamaikanische Wurzeln hat, spielte bis 2019 in seinem Geburtsort Heradsbygda, einem Ort in der Nähe von Hønefoss im Süden Norwegens, bei Heradsbygda IL. Im Alter von 14 Jahren zog es ihn nach England nach Wolverhampton in die Midlands, wo er ein Probetraining bei den „Wolves“ von Wolverhampton Wanderers absolvierte. Seine Gefühlslage bezüglich der nicht erfolgten Aufnahme beschrieb Hernes mit folgenden Worten: „Ich war wirklich verärgert. Wenn man aus Norwegen kommt und investiert, will man nur noch für einen Premier-League-Verein spielen.“ Dieses Erlebnis nutzte er als Motivation, noch besser zu werden und nach nur einem Jahr stattete ihn Shrewsbury Town aus der League One mit einem Zweijahresvertrag aus. Mit seiner neuen Mannschaft spielte Travis Hernes als 16-Jähriger einmal gegen die „Wolves“, wobei sie das Spiel gewinnen konnten und er ein Tor erzielte. Rückblickend sagte er, „auch wenn es anfangs traurig war, dass es besser so war“, wie es sich entwickelte. Im August 2023 spielte er im Punktspielbetrieb sowohl am ersten Spieltag beim 1:0-Sieg gegen Cheltenham Town als auch bei der 0:2-Niederlage beim FC Stevenage, immer als Einwechselspieler eine Minute vor Ende der regulären Spielzeit. In dieser Zeit erhielt er seinen ersten Profivertrag mit einer Laufzeit von drei Jahren.
Ungeachtet dessen wechselte er aber kurz vor Ende des Sommertransferfensters der Saison 2023/24 in die Premier League zu Newcastle United. Dort kam Travis Hernes in seinen ersten beiden Spielzeiten sowohl im Nachwuchs als auch für dessen U-21-Mannschaft in der Premier League 2 zum Einsatz. Am 17. Januar 2025 verleih ihn der Verein dann bis zum Saisonende an den dänischen Erstligisten Aalborg BK

### Nationalmannschaft
Travis Hernes ist Nachwuchsnationalspieler seines norwegischen Herkunftslandes und kam sowohl in der U17 als auch in der U19 zum Einsatz. Dabei nahm er mit letzterer an der U19-Europameisterschaft 2024 in Nordirland teil. Dort schied Hernes mit seiner Mannschaft als Gruppendritter aus, dabei kam er in allen Partien zum Einsatz. Als Dritter bestritt Norwegen das Play-off-Spiel gegen die Türkei, welches in der anderen Gruppe den dritten Platz belegte. Hierbei ging es um die Teilnahme an der U20-Weltmeisterschaft 2025 in Chile. In dieser Partie setzten sich Travis Hernes und seine Norweger nach Elfmeterschießen durch. Im Herbst 2024 bestritt er dann zwei Testspiele für die U-20-Auswahl Norwegens.